# Aleksander Wolszczan
Aleksander Wolszczan, född 29 april 1946 i Szczecinek, är en polsk astronom som upptäckte de första extrasolära planeterna och pulsarplaneterna.
År 1969 fullföljde han studier vid Uniwersytet Mikołaja Kopernika (Niklas Kopernikus-universitetet) i Toruń. Här blev han 1975 tilldelad doktorsgrad i fysik för sitt arbete med pulsarer. År 1982 reste han till USA för att arbete vid Cornell University i Ithaca och Princeton University. Senare blev han professor i astronomi och astrofysik vid Pennsylvania State University. Sedan 1994 har han också varit professor vid universitetet i Toruń och medlem av PAN (Den Polska vetenskapsakadamien, Polska Akademia Nauk)
År 1991 upptäckte han de tre första exoplaneterna som kretsar runt pulsaren PSR B1257+12 i stjärnbilden jungrfrun. Detta planetariska system är det första extrasolära system (ifall existensen är bevisat) som upptäckts i universum. Upptäckten publicerades 1992 i Nature, som har betecknat den som en av de 15 mest grundläggande upptäckelser tidskriften någonsin publicerat. År 1996 tilldelades han Beatrice M. Tinsley Prize av American Astronomical Society. 
Den 17 september 2008 medgav Wolszczan att han mellan 1973 och 1988 varit betald informatör åt Polska säkerhetspolisen Służba Bezpieczeństwa (SB).